# Окулярник мадагаскарський
Окулярник мадагаскарський (Zosterops maderaspatanus) — вид горобцеподібних птахів родини окулярникових (Zosteropidae). Мешкає на Мадагаскарі та на Коморських і Сейшельських островах.

## Опис
Довжина птаха становить 10 см, вага 11,2 г. Верхня частина тіла, крила і хвіст темно-оливково-зелені, горло жовте, груди і живіт світло-сірі. Навколо очей білі кільця, які перетинаються чорними смугами, що ідуть від дзьоба до очей. Очі червонувато-карі, дзьоб зверху чорний, знизу сірий, лапи сизі.

## Таксономія
В 1760 році французький зоолог Матюрен Жак Бріссон включив опис мадагаскарського окулярника до своєї книги "Ornithologie", описавши птаха за зразком з Мадагаскару. Він використав французьку назву Le petit figuier de Madagascar та латинську назву Ficedula Madagascariensis minor. Однак, хоч Бріссон і навів латинську назву, вона не була науковою, тобто не відповідає біномінальній номенклатурі і не визнана Міжнародною комісією із зоологічної номенклатури. Коли в 1766 році шведський натураліст Карл Лінней випустив дванадцяте видання своєї Systema Naturae, він доповнив книгу описом 240 видів, раніше описаних Бріссоном. Одним з цих видів був мадагаскарський окулярник, для якої Лінней придумав біномінальну назву Motacilla maderaspatana. Згодом мадагаскарського окулярника перевели до роду Окулярник (Zosterops). Він є типовим видом цього роду..

### Підвиди
Виділяють п'ять підвидів:
- Z. m. anjuanensis Newton, E, 1877 — острів Анжуан (Коморські Острови);
- Z. m. maderaspatanus (Linnaeus, 1766) — Мадагаскар і острови Глорйоз;
- Z. m. comorensis Shelley, 1900 — острів Мохелі (Коморські Острови);
- Z. m. voeltzkowi Reichenow, 1905 — острів Європа;
- Z. m. menaiensis Benson, 1969 — атол Космоледо[en] і острів Астов.

Коморські і альдабранські окулярники раніше вважалися підвидами мадагаскарського окулярника.

## Поширення і екологія
Мадагаскарські окулярники живуть в тропічних лісах.

## Поведінка
Мадагаскарські окулярники харчуються безхребетними, плодами і нектаром. Розмножуються під час південного літа. В кладці 2-3 яйця.